# 恩津加·普雷斯科德
恩津加·普雷斯科德（英語：Nzingha Prescod，1992年8月14日—）生于纽约布鲁克林区，是一名美国女子击剑运动员，主攻花剑。她在9岁时开始练习击剑，15岁时首次在国际成年赛事上获得奖牌，2010年，她从史岱文森高中毕业，并在2015年从哥伦比亚大学毕业。她在运动生涯曾参加2012年伦敦奥运和2016年里约奥运，其中2012年伦敦奥运个人赛止步32强，团体赛获得第6名，2016年里约奥运则获得个人赛第11名。2020年1月，她因受持续性的伤病困扰而决定退役。